# Biłgoraj (cheval)
Pour les articles homonymes, voir Biłgoraj (homonymie).
Le Biłgoraj (polonais : Biłgorajski) est une race chevaline polonaise rare,  originaire du powiat de Biłgoraj, où elle sert de cheval de travaux agricoles aux agriculteurs locaux. Comme le Konik, il porte fréquemment une robe souris. Il est cependant génétiquement plus proche des chevaux modernes que ce dernier, et moins adapté à la vie sauvage. 

## Histoire
Le Biłgoraj est présumé descendant du Tarpan, il est génétiquement proche des races Konik et Huçul.
Il constitue le cheval de travail des paysans de la région du même nom, en Pologne. À la fin des années 1960, une expérimentation de croisement avec le Fjord est menée, dans l'objectif de fournir des chevaux de trait aux fermes locales. Les 19 chevaux métis ainsi obtenus gagnent en puissance de traction, et présentent un type intermédiaire entre les deux races parentes, ce qui les rend appropriés à l'activité recherchée.

## Description
Le Biłgoraj porte fréquemment une robe souris, qui pourrait former une adaptation à son biotope, le pelage étant plus clair en hiver, et de teinte plus jaunâtre en été. Cette robe présente des marques primitives caractéristiques. La race est moins adaptée à des conditions de vie sauvages que le Konik. 
Bien que rare, le Biłgoraj dispose d'une bonne diversité génétique. 

## Utilisations
Le Biłgoraj est employé localement pour les travaux forestiers, et est souvent amené à traverser des végétations denses pour avancer dans ce biotope. Il est partiellement à l'origine de la race du Feliński.

## Diffusion de l'élevage
Il est considéré comme une race en danger d'extinction.
Le Biłgoraj ne figure ni dans l'étude menée par l'université d'Uppsala, publiée en août 2010 pour la FAO, ni dans la base de données DAD-IS, ni dans le guide Delachaux (2014 et 2016), et n'est mentionné qu'une fois dans l'encyclopédie de CAB International.
Un centre d'élevage de la race se trouve à Janów Lubelski, en Pologne (2013).